# Malaysian Special Branch
Malaysian Special Branch (Cawangan Khas) ist ein Nachrichtendienst Malaysias und gehört zur malaysischen Polizei, der Polis Diraja Malaysia.

## Struktur
Malaysian Special Branch hatte ursprünglich den Special Branch des Vereinigten Königreiches zum Vorbild. Die Abteilungen des Nachrichtendienstes sind:
- Technische Aufklärung
- Soziale Aufklärung
- Äußere Aufklärung
- Politische Aufklärung
- Wirtschaftliche Aufklärung
- Sicherheitsaufklärung
- Verwaltung
- Sekretariat und Analysen